# Microsoft Solitaire Collection
Microsoft Solitaire Collection est un jeu vidéo inclus dans Windows 10. Il est développé par Next Level Games via Microsoft Casual Games. Il remplace Solitaire, FreeCell et Spider Solitaire inclus avec les versions précédentes de Windows. Il ajoute également  Pyramide et TriPeaks de Windows pour la première fois et lance de nouveaux défis quotidiens et des thèmes.
Contrairement aux jeux inclus dans Windows 7 et les versions antérieures, Microsoft Solitaire Collection est un freemium adware intégré à Xbox Live. Le design de l'application a été inspiré à l'origine par l'écran de Démarrage de 2012 de Windows 8. À l'époque, les développeurs considéraient le jeu comme un outil pour aider les utilisateurs à se familiariser avec Windows 8. Contrairement à ses prédécesseurs, Microsoft Solitaire Collection est mis à jour à partir du Windows Store et communique avec un serveur Microsoft afin de suivre les réalisations et offre des défis quotidiens.

## Aperçu
Le logiciel, conçu par Microsoft Studios et développé par Smoking Gun Interactive (anciennement Arkadium ), comprend les modes de jeu Klondike (Solitaire classique), Spider, FreeCell, Pyramid et TriPeaks, ainsi que des défis quotidiens. Le thème par défaut est similaire au thème par défaut pour les jeux de cartes dans Windows Vista et 7, mais les autres thèmes sont différents. Il est également possible pour les utilisateurs de créer leurs propres thèmes personnalisés. Les autres nouvelles fonctionnalités incluent la musique dans le jeu, la synchronisation dans le cloud et l'intégration Xbox Live. Le menu de débogage caché des applications de cartes classiques n'est plus présent et les menus déroulants ont été remplacés par un menu hamburger universel et des astuces dans le jeu et des boutons d'annulation au bas de l'écran. 
Lorsqu'un joueur gagne une partie, le jeu sélectionnera au hasard une animation de carte basée sur des animations des versions précédentes des jeux de cartes Windows. L'application dispose d'une page dédiée aux statistiques sur Klondike, Spider, FreeCell, Pyramid, TriPeaks, Défi quotidien et le Club des étoiles. 
Microsoft Solitaire Collection a d'abord été mis à disposition pour téléchargement sur Windows 8. Bien que les jeux de solitaire aient été inclus gratuitement dans Windows depuis 1990  ils n'étaient pas inclus sur Windows 8 ou sur Windows 8.1 et ont été désinstallés lors des mises à niveau des systèmes précédents..Microsoft a alors produit la Microsoft Solitaire Collection financée par la publicité  que les utilisateurs pouvaient télécharger via Windows Store. En tant qu'application Windows Runtime, elle s'exécutait en plein écran ou en mode instantané de Windows 8, elle a donc été conçue pour s'exécuter sur différents formats mais s'étire toujours verticalement sur tout l'écran. 
La version de Windows 10 a été introduite pour célébrer le 25e anniversaire de Microsoft Solitaire. Certaines fonctionnalités de personnalisation n'ont été incluses qu'après la version publique initiale de Windows 10. Les développeurs ont noté que le retard était dû à des changements de code majeurs survenus lors du développement de Windows 10. La version Windows 10 a été conçue pour évoluer dynamiquement à la fois verticalement et horizontalement. La disposition de la page principale a été réorganisée pour utiliser le défilement vertical plutôt que le défilement horizontal. 